# Himantura polylepis
Cá đuối nước ngọt khổng lồ hay cá đuối sông Mekong (Danh pháp khoa học: Himantura polylepis) là một loài cá đuối nước ngọt trong họ Dasyatidae thuộc bộ cá đuối ó Myliobatiformes phân bố tại vùng bán đảo Đông Dương và đảo Borneo của Indonesia. Nhiều cá thể có kích thước khổng lồ đã được ghi nhận. Cá đuối sông Mekong là một trong những loài cá nước ngọt lớn nhất thế giới, tuy nhiên hiện số lượng loài này trong sông Mekong vẫn chưa rõ. Khoa học cũng chưa minh định chúng có thể sống ở vùng nước biển như các loài cá đuối khác không. Loài cá đuối này đang dần biến mất một phần vì việc xây đập thủy điện trên lưu vực sông Mekong.

## Ghi nhận
Người ta từng bắt được con cá đuối khổng lồ trên sông Mekong bằng cần câu. Con cá đuối khổng lồ này có thể là con cá nước ngọt lớn nhất được bắt chỉ bằng cần câu và dây mà thế giới từng ghi nhận. Đây là con cá đuối khổng lồ, nặng gần 363 kg trên sông Mekong ở Thái Lan, con cá đuối khổng lồ có chiều ngang 2,4m và chiều dài 4,3m. Phải mất 2 tiếng đồng hồ vật lộn với nó các ngư dân người Thái Lan mới kéo được nó vào bờ và phải thay phiên nhau đứng trên mạn thuyền cầm cần câu. Cá đuối cái thường lớn hơn và mang thai cũng là một trong những nguyên nhân khiến chúng lớn hơn, trường hợp của con cá đuối khổng lồ 363 kg này vậy. Những con cá đuối đuôi gai có độc đạt tới kích thước lớn như vậy thường là con cái và đang mang thai.
Tại Việt Nam, nhóm ngư dân ở Long Xuyên, An Giang khi thả lưới trên sông Tiền đã bắt được con cá đuối nước ngọt nặng trên 90 kg. Ngay sau đó con cá này đã bị xẻ thịt đưa tới các chợ cá trong nội ô Long Xuyên bán với giá 100.000-135.000 đồng/kg. Ở Việt Nam, Cá đuối nước ngọt là loài cá quý hiếm, trọng lượng có thể đạt trên 160 kg/con. Trước đây ở thị xã Tân Châu, An Giang cũng có nhóm ngư dân thả lưới trên sông Tiền bắt được cá đuối khổng lồ nặng 135 kg và con cá này cũng đã được một người ở An Giang mua lại, chuyển lên Sài Gòn bán
Ngư dân ấp Tân Hòa B xã Tân An, thị xã Tân Châu, An Giang trong lúc kéo ghe cào trên sông Tiền đã bắt được con cá đuối nặng đến 163 kg. Cá đuối dài hơn 2 m (chưa kể đuôi dài gần một m), bề ngang trên 1,5 m. Hình dáng giống cá đuối biển, nhưng theo những ngư dân có kinh nghiệm thì đây là cá đuối nước ngọt, giá cá ít nhất cũng 2 triệu đồng một kg. Ngư dân vùng đầu nguồn An Giang vẫn thường bắt được cá đuối nước ngọt nhưng chỉ nặng 2–3 kg một con, chưa bao giờ bắt được cá khổng lồ.
Vào tháng 6 năm 2022, có thông tin cho rằng một mẫu vật bắt được ở sông Mekong đã phá kỷ lục về loài cá nước ngọt lớn nhất từng được ghi nhận. Cá nhân được cân 300 kg, và dài 3,98 m và bề ngang rộng 2,2 m.